# Cachoeira do Sul
Cachoeira do Sul är en stad och kommun i Brasilien och ligger i delstaten Rio Grande do Sul. Kommunen hade cirka 85 000 invånare år 2014.

## Administrativ indelning
Kommunen var 2010 indelad i sju distrikt:
- Barro Vermelho
- Bosque
- Cachoeira do Sul
- Capané
- Cordilheira
- Ferreira
- Três Vendas